# Рихтер, Лев Александрович
Лев Александрович Рихтер (1918—1994) — заслуженный деятель науки и техники РСФСР, доктор технических наук, профессор кафедры тепловых электростанций МЭИ.

## Биография
Лев Александрович Рихтер родился в Москве в 1918 году. Его отец был инженером-путейцем. Один из его прадедов по отцовской линии — обрусевший немец, архитектор Федор Федорович Рихтер. Он основал научную реставрацию в России. Состоял в Миланской и Петербургской Академии художеств. Федор Рихтер участвовал в постройке Кремлёвского дворца, Оружейной палаты, Храма Христа Спасителя и других объектов. Федор Рихтер создал «Дом бояр Романовых в Зарядье» — первый архитектурный музей на территории России. За активную деятельность Федору Рихтеру был пожалован дворянский титул. Еще одна родственница Льва Александровича Рихтера — Елизавета Павловна Мешкова — была из рода Прохоровых, которые владели Прохоровской мануфактурой на территории Москвы.
Лев Рихтер поступил в Московский энергетический институт. Его наставником в МЭИ был профессор Л. К. Рамзин. Перед окончанием учебы в институте, его отец был арестован из-за ложного доноса, и впоследствии 15 лет провел в лагерях. Лев Рихтер, не смотря на это, смог доучиться, и защитить диплом. От отца — не отказался. Руководителем дипломного проекта стал Л. К. Рамзин, а председателем комиссии Г. М. Крижановский. Накануне защиты диплома Лев Рихтер понял, что сделал проект с ошибкой, но времени, чтобы все переделать, не было. Тогда он решил рассказать комиссии про ошибку и объяснить ее появление. За защиту диплома он получил «Отлично» и стал выпускником МЭИ по специальности «Инженер-теплотехник». Окончил учебу с красным диплом, считался одним из лучших студентов МЭИ. Это было в 1940 году.
Лев Рихтер работал в ВТИ, Главснабугле, Рослеспроекте. В период с 1941 по 1945 год, Лев Рихтер решал вопросы, которые были связаны с переводом электростанций центрального региона страны с угля на такое топливо, как торф, сланцы, дрова. За успешное решение этой задачи получил премию — мешок лука. По тем временам это была очень хорошая премия.
Лев Рихтер стал кандидатом технических наук. Работал в Текстильном и Лесотехническом институтах около 14 лет. В 1960 году Лев Рихтер начал работать в Московском энергетическом институте. Со временем он создал научную лабораторию «Защита окружающей среды от промышленных выбросов». Он разработал новые конструкции электрофильтров, тягодутьевых машин, газоходов, дымовых труб. Интересовался вопросами защиты окружающей среды от вредных выбросов, которые происходили из-за работы тепловых электростанций.
В 1966 году Лев Рихтер защитил докторскую диссертацию. В 1967 году получил звание профессора.
В начале 1970-х годов Лев Рихтер разработал новый подход к конструированию высоких дымовых труб. Он предложил механизм и методику расчета возникновения при некоторых условиях статистических давлений в газоотводящем стволе, предложил материалы и конструкции, которые стали использоваться и используются до сих пор.
Лев Александрович Рихтер в середине 1970-х годов был отправлен преподавать на 2 года в Алжир. Но уже через год попросился обратно, потому что ему там было скучно. В те времена заграничные командировки давали очень хороший материальный доход.
Среди его аспирантов: Б. Г. Тувальбаев, Е. И. Гаврилов, В. Б. Прохоров, В. И. Кормилицын, Н. А. Зройчиков, Ф. П. Дужих.
Лев Рихтер писал учебники и монографии, некоторые из них переводили на иностранные языки. Среди его работ — «Газовоздушные тракты ТЭС», «Вспомогательное оборудование ТЭС», «Аэродинамический расчет котельных агрегатов. Нормативный метод». Лев Рихтер вместе с Э. П. Волковым и В. Н. Покровским был соавтором учебника «Охрана водного и воздушного бассейного от выбросов ТЭС». Учебник издавался также на английском языке.
Ездил на международные конференции — в Германию, Китай, Индию. Знал английский, французский и немецкий языки.
Лев Рихтер умер в 1994 году. Похоронен на Ваганьковском кладбище.